# Ana Ðokić
Ana Ðokić, née le 9 février 1979 à Aranđelovac en Yougoslavie, est une handballeuse née serbe et qui joue pour l'équipe du Monténégro.

## Biographie
Elle met fin à sa carrière internationale après la victoire du Monténégro à l'Euro 2012.

## Palmarès

### En sélection
- Médaille d'or au Championnat d'Europe 2012 avec le  Monténégro
- Médaille d'argent aux Jeux Olympiques de 2012 avec le  Monténégro[3]

### En club
compétitions internationales
- Ligue des champions en 2012 avec Budućnost Pogdorica
- Coupe des Coupes en 2010 avec Budućnost Pogdorica